# Comité Executivo Central de Toda a Rússia
O Comité Executivo Central de Toda a Rússia (em russo: Всеросси́йский Центра́льный Исполни́тельный Комите́т), conhecido mais habitualmente pelo seu acrónimo VTsIK (em russo: ВЦИК), era o poder mais alto do Estado, com funções de corpo legislativo, administrativo e de supervisão da República Socialista Federativa Soviética da Rússia (RSFSR), vigente entre 1917 e 1937. 
Os seus membros eram eleitos pelos Congressos da RSFS da Rússia, e antes do estabelecimento da URSS, incluia os membros da RSS da Ucrânia e da RSS da Bielorrússia, eleitos pelos seus respetivos congressos de sovietes.
O primeiro VTsIK foi eleito em junho de 1917, mas não como órgão de governo, pelo que o seu presidente não era o chefe do Estado. No II Congresso do VTsIK, durante a Revolução de Outubro, essa situação foi modificada e o VTsIK transformou-se em órgão legislativo e executivo (governativo) até 1937. Naquele ano, a Constituição da RSFSR determinou que a mais alta autoridade fosse ostentada pelo Soviete Supremo da União Soviética. 

## Presidentes do VTsIK
- Lev Kamenev: 9 de novembro de 1917 - 21 de novembro de 1917 (calendário juliano)
- Iakov Sverdlov: 21 de novembro de 1917 - 16 de março de 1919 (calendário juliano) (morto no cargo)
- Mikhail Vladimirski: 16 de março de 1919 - 30 de março de 1919 (calendário juliano) (interino)
- Mikhail Kalinin: 30 de março de 1919 (calendário juliano) - 19 de julho de 1938 (calendário gregoriano)

## Secretários do VTsIK
- Varlaam Avanesov: 1917-1918
- Abel Enukidze: 1918-1922
- Leonid Serebriakov: 1919-1920
- Piotr Zalutski: 1920-1922
- Mikhail Tomski: 1921-1922
- Timofev Sapronov: 1922-1923
- Aleksei Kiselev: 1924-1937

## Outros artigos
- URSS
- Soviete Supremo da União Soviética